# Aukê
Aukê é um filme documentário brasileiro de média metragem realizado em 1974 por Oswaldo Caldeira,  para o Ministério da Educação e Cultura com finalidades didáticas.
A fotografia do filme é de Lauro Escorel, a montagem de Manfredo Caldas e a narração de Dina Sfat.

## Sinopse
Consiste numa aula de antropologia baseada em estudo de Roberto DaMatta, de 1970, chamado Mito e anti-mito entre os Timbiras, que conta o surgimento do homem branco do ponto de vista indígena. O próprio Roberto DaMatta apresenta e explica seu trabalho ao longo do filme. O ponto central do relato é o mito de Aukê, menino ambíguo que transforma-se em qualquer animal ou homem. Rejeitado pela mãe, expulso de sua sociedade tribal, queimado numa fogueira e posteriormente salvo, o estudo em torno destes acontecimentos aborda a relação entre brancos e índios.

## Festivais
- Festival de Brasília (Brasil) – 1975